# Playboy

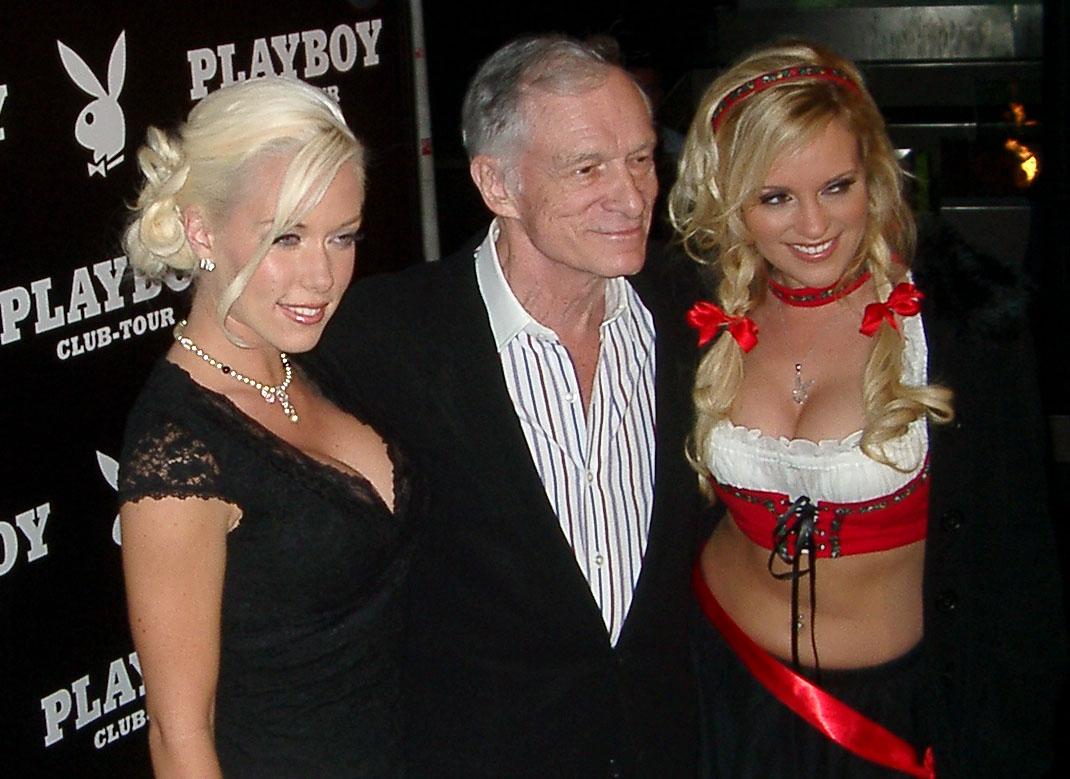
Szef Playboya Hugh Hefner z Kendrą Wilkinson i Bridget Marquardt w Monachium (2006).

„Playboy” – ilustrowany magazyn erotyczny i publicystyczny dla mężczyzn, założony w 1953 w Stanach Zjednoczonych przez Hugh Hefnera. Jego logo to głowa króliczka z muszką. Właścicielem magazynu jest Playboy Enterprises.

## Historia
Pierwotnie Hugh Hefner rozważał nadanie periodykowi nazwy "Stag Party", od czego wycofał się po proteście ze strony innego, wydawanego wówczas tytułu "Stag". Do nazwy "Playboy" Heffner miał być zainspirowany przez jego przyjaciela, Eldona Sellera, którego matka na przełomie lat 40. i 50 XX wieku pracowała w niewielkim, upadłym dwa lata przed inauguracją czasopisma Playboy, przedsiębiorstwie motoryzacyjnym Playboy Motor Car Corporation z Buffalo.
Pierwszy numer „Playboya” w USA opublikowano w grudniu 1953, w wydaniu znalazły się zdjęcia Marilyn Monroe. Wraz z nową pozycją narodził się jej znak firmowy - królicza głowa z muszką, stworzona przez Arthura Paula. Pierwsze wydanie Playboya nie było datowane i nie miało numeru. Hefner po latach tłumaczył, że nie wiedział czy magazyn przyjmie się na rynku.
Inauguracyjny numer miał 44 strony drukowane w kolorze i 54 tysiące egzemplarzy nakładu. W ciągu kilku tygodni sprzedał się w całości.
W latach 1970 „Playboy” osiągnął szczyt popularności. W 1975 sprzedawano ok. 5,6 mln egzemplarzy.
„Playboy” stał się także marką umieszczaną na wielu komercyjnych produktach. Najważniejszym przedsięwzięciem sygnowanym przez „Playboya” były popularne w latach 70. kluby „Playboya” z hostessami ubranymi w kostiumy króliczka.
Niektóre kraje jak np. Singapur, gdzie cenzura zdecydowała, iż społeczeństwo nie jest gotowe na tak liberalny stosunek do kobiecego ciała, zakazały wydawania „Playboya”.
W 2014 wydawca mocno ograniczył eksponowanie nagości w swoim serwisie internetowym, co w ciągu roku przyniosło czterokrotny wzrost odwiedzalności serwisu. Konsekwencją tego kroku było usunięcie nagości z amerykańskiej edycji magazynu w lutym 2016. Równocześnie nagie sesje pozostały w wielu edycjach pisma w innych krajach, m.in. polskiej. W 2016 sprzedaż pisma oscylowała ok. 700 tys. egzemplarzy.
W lutym 2017 zdecydowano o przywróceniu do magazynu nagich zdjęć, przyznając że całkowite usunięcie nagości było błędem. W styczniu 2018 przedstawiciel większościowego udziałowca zapowiedział analizy w kierunku rezygnacji z wydawania czasopisma w formie papierowej. W 2019 wydawca polskiej edycji zapowiedział zakończenie wydawania magazynu z końcem 2019 w związku z wycofaniem się z rynku prasy, podobnie jak wydawca wersji węgierskiej.

## Edycje światowe
1. Argentyna (1985–1995, od 2005)
2. Australia (1979–2000)
3. Brazylia (od 1975)
4. Bułgaria (od 2002)
5. Chorwacja (od 1997)
6. Czechy (od 1991)
7. Estonia (od 2007)
8. Francja (1973–2011)
9. Grecja (od 1985)
10. Gruzja (2007–2008)
11. Hiszpania (1978–2012)
12. Holandia (od 1983)
13. Hongkong (1986–1993)
14. Indonezja (2006–2008)
15. Japonia (1975–2009)
16. Meksyk (1976–1998, od 2002)
17. Niemcy (od 1972)
18. Norwegia (1997–1999)
19. Polska (1992–2019)
20. Południowa Afryka (1993–1996, od 2011)
21. Rosja (od 1995)
22. Rumunia (od 1999)
23. Serbia (od 2004)
24. Słowacja (1997–2003, od 2005)
25. Słowenia (od 2001)
26. Szwecja (1998–2009)
27. Tajwan (1990–2003)
28. Turcja (1986–1995)
29. Ukraina (od 2005)
30. Wenezuela (od 2006)
31. Węgry (1989–1993, 1999–2019)
32. Włochy (1972–2003, 2008–2014)
33. Litwa (2008–2013)
34. Portugalia (2009–2010[7])
35. Kolumbia (2008–2012)
36. Hongkong (1986–1993)
37. Belgia (1987–1998)
38. Macedonia Północna (2010–2011)
39. Łotwa (2010–2014)

## „Playboy” – edycja polska
Playboy Polska – ilustrowany magazyn erotyczny i publicystyczny dla mężczyzn w edycji polskiej.